# Munții Cindrel

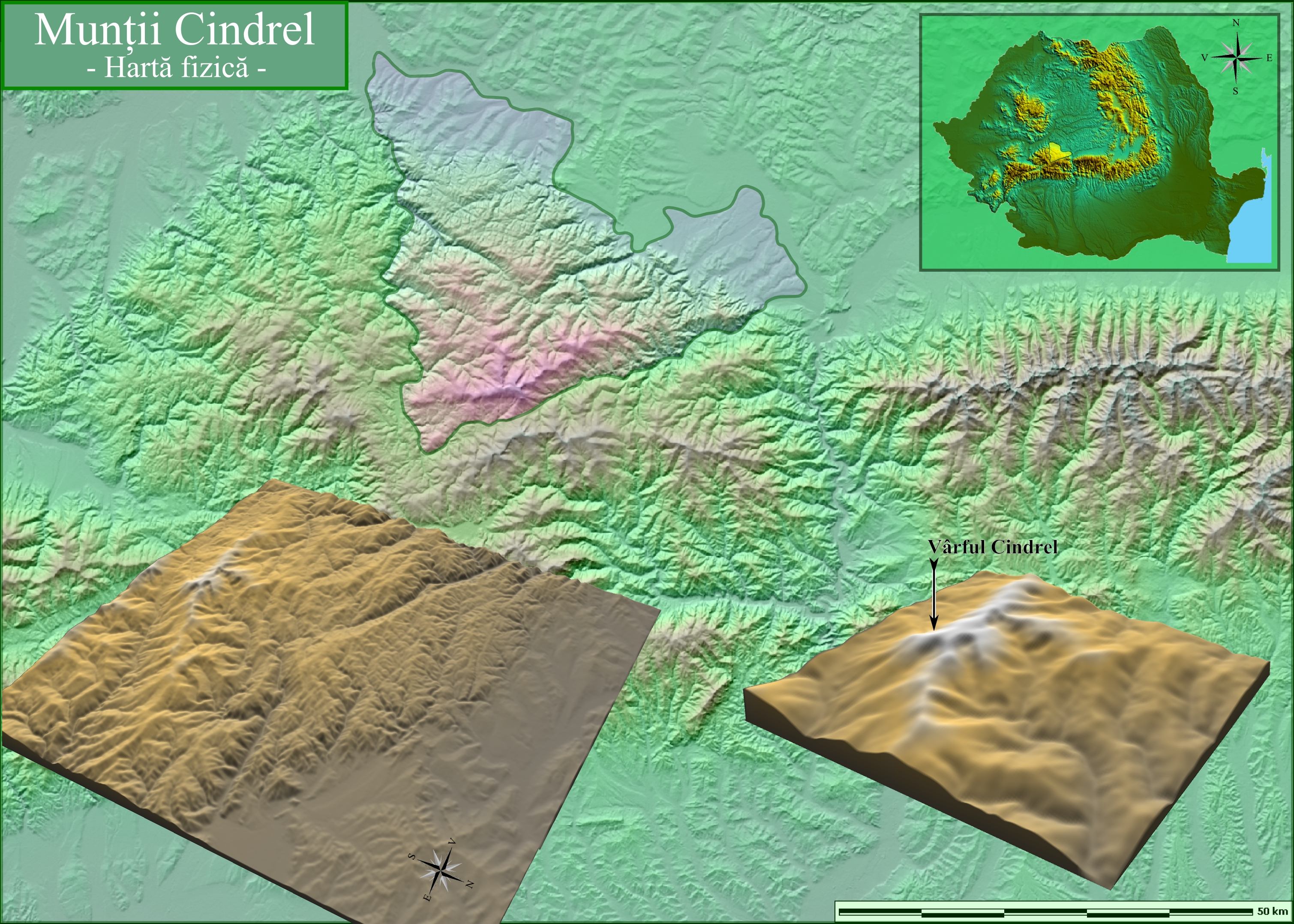
Munții Cindrel (hartă fizică)

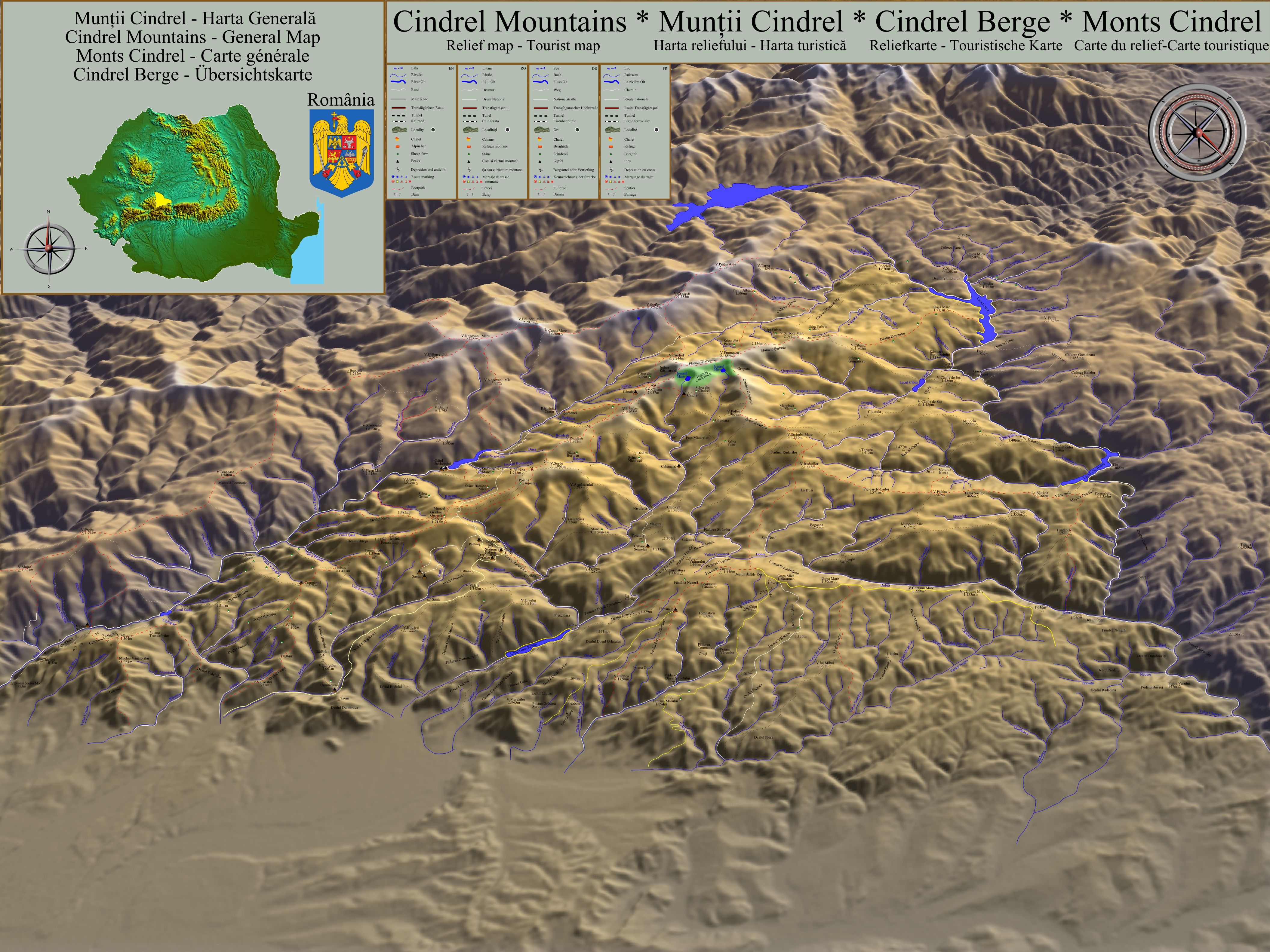
Munții Cindrel, hartă turistică și a reliefului

Munții Cindrel, numiți uneori Munții Cândrel, sunt o sub-grupă de munți situată în Carpații Meridionali, delimitată de râul Sebeș, râul Sadu și Podișul Transilvaniei. 
Munții Cindrel au un relief glaciar reprezentat prin circuri glaciare, care adăpostesc tăuri glaciare. În porțiunea centrală vârfurile acestor munți au altitudini peste 2000 m, cel mai înalt fiind vârful cu nume omonim munților, Vârful Cindrel, cu o altitudine de 2245 m. În rest altitudinile coboară spre 1700 m.
În partea de nord, la trecerea spre Podișul Transilvaniei, se află zona etnografică Mărginimea Sibiului.

Panoramic din Vârful Cindrel